# Corte Electoral (Uruguay)

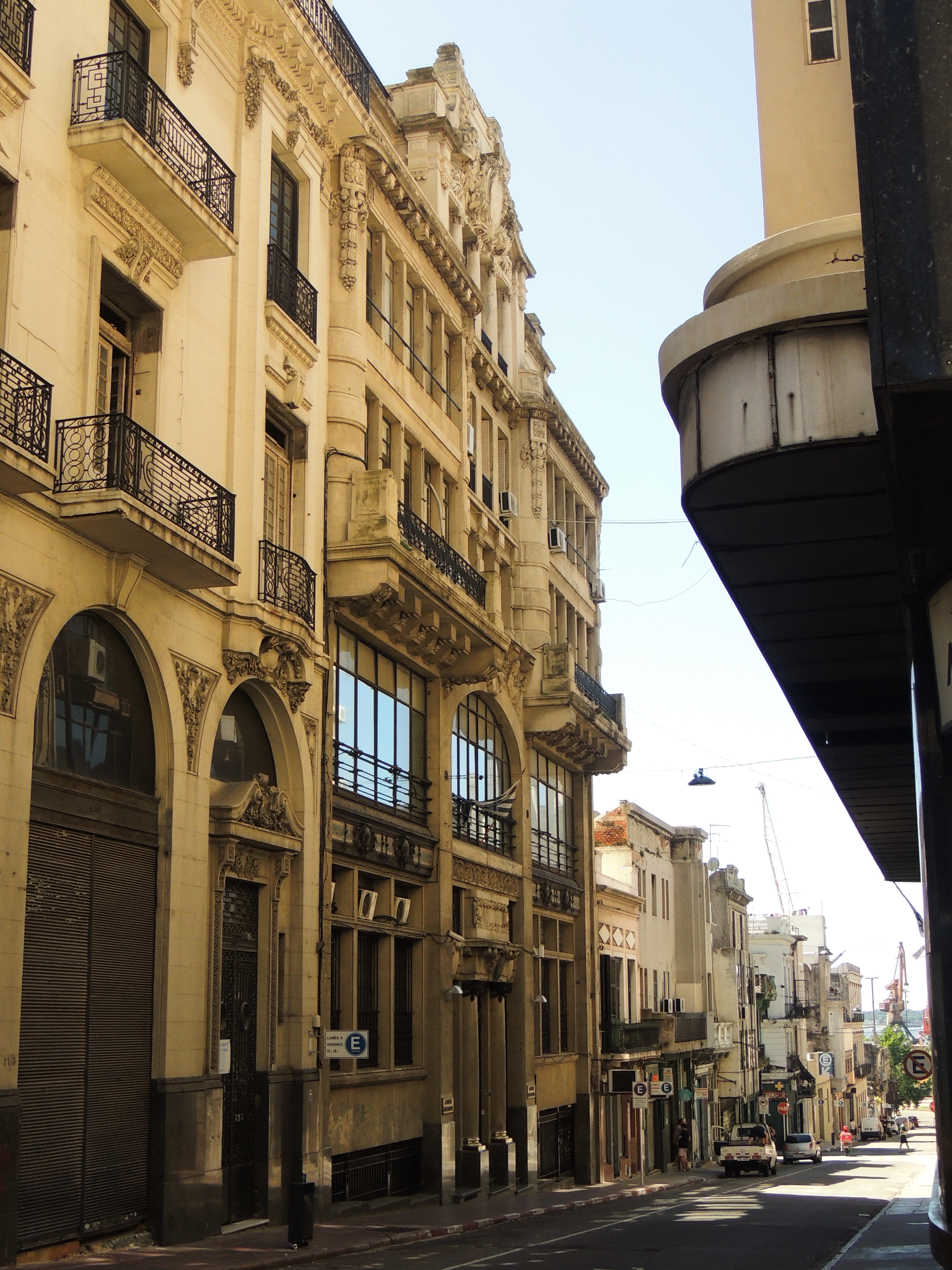
Sede de la Corte Electoral en la Ciudad Vieja de Montevideo

La Corte Electoral es un organismo público autónomo en la República Oriental del Uruguay, encargado de organizar y fiscalizar los actos electorales: elecciones, referéndums sobre leyes y plebiscitos constitucionales.

## Cometidos
Su organización y funciones se encuentran reguladas por la sección XVIII de la Constitución de la República y por la Ley 13.882.
Una de sus tareas consiste llevar el denominado Registro Cívico Nacional, un padrón electoral de los ciudadanos naturales y legales con derecho a voto, a los que se les emite el documento conocido como Credencial Cívica. 
En Uruguay el voto es obligatorio en las elecciones nacionales, departamentales, así como en la segunda vuelta presidencial (balotaje), pero no en las internas de los partidos políticos. Todo individuo mayor de 18 años debe registrarse ante la Corte Electoral y obtener su credencial cívica para poder ser un ciudadano de pleno derecho. 
Los candidatos presentan sus hojas de votación ante la Corte Electoral, para su registro previo a cada acto comicial.
La Corte Electoral constituye además un tribunal en materia electoral, en todos aquellos casos en los cuales haya dudas sobre el resultado de comicios, sobre la elegibilidad de un ciudadano para un cargo, o sobre la procedencia de realizar o no un plebiscito.
La Corte Electoral ejerce la superintendencia sobre las juntas electorales departamentales, órganos electivos de 5 miembros.
Algunas normas le han conferido a la Corte Electoral cometidos de organización y fiscalización de actos electorales a nivel de otros órganos del Estado, como la Universidad de la República, las Asambleas Nacionales de Docentes de la Administración Nacional de Educación Pública o el Banco de Previsión Social.

## Historia
El 9 de enero de 1924, luego de que una comisión integrada por 25 parlamentarios redactara las bases del actual sistema electoral uruguayo fue creado dicho organismo electoral. Dicha comisión estuvo presidida por Andrés Martínez Trueba, y fue denominada como la Comisión de los 25.
El 3 de julio de 1927, Uruguay se convirtió en el primer país latinoamericano en donde las mujeres pudieron votar. Se trató de un plebiscito local donde los ciudadanos de Cerro Chato deberían decidir a qué único departamento debería pertenecer dicha localidad. En ocasión de dicho plebiscito la Corte Electoral dictó un decreto que señalaba: 
“Las personas sin distinción de nacionalidad y sexo que deseen intervenir en el plebiscito deberán inscribirse previamente en el Registro que abrirá la Comisión Especial Parlamentaria”.
La primera mujer que votó en Latinoamérica lo hizo en esta ocasión y se llamaba Rita Rebeira, quien era inmigrante brasileña y tenía 90 años. El resultado de este plebiscito nunca fue aceptado y Cerro Chato continúa siendo parte de los departamentales Florida, Treinta y Tres y Durazno. Once años más tarde de este acontecimiento finalmente fue aprobado el voto femenino, fue en las elecciones nacionales de 1938.
En 1971 se realizaron unas polémicas elecciones nacionales, teñidas de múltiples acusaciones de fraude; tal vez fue la única vez en la historia que la Corte Electoral se vio cuestionada por esto.
En 1977 el gobierno cívico-militar decretó la intervención de la Corte Electoral, nombrando un directorio de tres miembros presidido por Nicolás Storace, quien se mantuvo como Presidente interventor de la Corte Electoral hasta la designación de sus nuevos titulares por el Parlamento democrático en 1985. Durante la dictadura, entonces, la Corte nunca cerró. En ese periodo se realizaron tres comicios: un plebiscito constitucional en 1980, las elecciones internas de los partidos políticos en 1982 y las elecciones nacionales en 1984. Pese a la intervención, en todas estas instancias la transparencia de los procesos fue reconocida mundialmente, así como por todos los participantes en ellos.
Otros presidentes destacados, ya restaurada la democracia, fueron el colorado Renán Rodríguez y el blanco Juan Carlos Furest. 
Desde 1996, los destinos de la justicia electoral uruguaya fueron dirigidos por una corte presidida por el colorado Carlos Urruty, quien permaneció en el cargo hasta 2010.
En febrero de 2010 se realizaron intensas negociaciones a nivel parlamentario, que tuvieron como resultado la renovación de la composición de este organismo.

## Miembros actuales
Sus integrantes son designados por la Asamblea General, a pedido de la misma y estos permanecen en el cargo por un periodo de tiempo indefinido.
A la cabeza de la Corte Electoral hay nueve ministros, de los cuales dos ejercerán la presidencia y/o vicepresidencia del organismo. Los actuales integrantes fueron designados por la Asamblea General el 4 de octubre de 2017:
| Nombre            | Partido          |
| Presidente        | Presidente       |
| ----------------- | ---------------- |
| Wilfredo Penco    | Frente Amplio    |
| Vicepresidente    |                  |
| Alberto Castelar  | Frente Amplio    |
| Ministros         |                  |
| José Korzeniak    | Frente Amplio    |
| Pablo Klappenbach | Frente Amplio    |
| Cristina Arena    | Frente Amplio    |
| Arturo Silvera    | Partido Nacional |
| Ana Lía Piñeyrua  | Partido Nacional |
| José Garchitorena | Partido Colorado |
| Juan Maspoli      | Partido Colorado |

## Autoridades
| Periodo 2010 - 2017       | Periodo 2010 - 2017 |  |
| Presidente                | Presidente          |  |
| ------------------------- | ------------------- |  |
| José Arocena              |                     |  |
| Vicepresidente            |                     |  |
| Wilfredo Penco            |                     |  |
| Ministros                 |                     |  |
| Pablo Klappenbach         | Frente Amplio       |  |
| Washington Salvo          | Frente Amplio       |  |
| Walter Pesqueira          | Frente Amplio       |  |
| Margarita Reyes           | Partido Nacional    |  |
| Sandra Etcheverry         | Partido Nacional    |  |
| Alberto Brauce            | Partido Colorado    |  |
| Gustavo Silveira          | Partido Colorado    |  |
| Periodo 1996 - 2010       |                     |  |
| Presidente                |                     |  |
| Carlos Urruty             |                     |  |
| Vicepresidente            |                     |  |
| Renán Rodríguez Santurio  |                     |  |
| Ministros                 |                     |  |
| Alberto Maschwitz         | Partido Nacional    |  |
| José Mario Orlando Dacal  | Partido Colorado    |  |
| Rodolfo González Rissotto | Partido Nacional    |  |
| Manuel Báez               | Partido Nacional    |  |
| José Mario Orlando Dacal  | Partido Colorado    |  |
| Wilfredo Penco            | Frente Amplio       |  |
| Washington Salvo Stotz    | Frente Amplio       |  |
|                           |                     |  |
| Periodo 1990 - 1996       |                     |  |
| Presidente                |                     |  |
| Juan Carlos Furest        |                     |  |
| Vicepresidente            |                     |  |
| Hernán Navascués          |                     |  |
| Ministros                 |                     |  |
| Ariel de la Sierra        | Partido Nacional    |  |
| Carlos Navatta            | Partido Colorado    |  |
| Luis Alberto Nuñez        |                     |  |
| Darwin Machado            |                     |  |
| Ricardo Pacheco           | Partido Colorado    |  |
| Santiago Rompani          |                     |  |
| José Orlando              | (Partido Colorado)  |  |
|                           |                     |  |
| Periodo 1985 - 1990       |                     |  |
| Presidente                |                     |  |
| Renán Rodríguez           |                     |  |
| Vicepresidente            |                     |  |
| Carlos Urruty             |                     |  |
| Ministros                 |                     |  |
| Eduardo Carzolio          | Partido Colorado    |  |
| Hernán Pucurull           | Partido Colorado    |  |
| Carlos Ribeiro            | Partido Colorado    |  |
| Pablo García Pintos       | Partido Nacional    |  |
| Juan Furest               | Partido Nacional    |  |